# Ulla Lyttkens
Ulla Marie Louise Lyttkens, född 21 september 1942 i Uppsala, är en svensk skådespelare och regissör. 

## Filmografi i urval
- 1964 – Älskande par (roll)
- 1966 – Syskonbädd 1782 (roll)
- 1967 – Jag är nyfiken – en film i gult (roll)
- 1968 – Jag är nyfiken – en film i blått (roll)
- 1968 – Mao-Hope March (roll)
- 1997 – Killer Boots (kortfilm; roll)
- 2001 – En strimma dag (TV-film; regi)
- 2009 – Mie halvan kotia (kortfilm; regi)

## Teater

### Roller
| År   | Roll | Produktion               | Regi           | Teater      |
| ---- | ---- | ------------------------ | -------------- | ----------- |
| 1966 |      | Tvångseld Willey Östlund | Harald Westman | Alléteatern |